# Nau Catrineta
A Nau Catrineta (Nau Catarineta no Brasil) é um poema anónimo romanceado, ligada à tradição oral e comunicativa que, segundo Diogo Brites, provavelmente foi inspirado na tumultuada viagem da nau Santo António, que transportou Jorge de Albuquerque Coelho (filho de Duarte Coelho Pereira, donatário da capitania hereditária de Pernambuco), desde o porto de Olinda, no Brasil, até o porto de Lisboa, em 1565.
O poema narra as desventuras dos tripulantes durante a longa travessia marítima - os mantimentos que esgotaram, a presença de tentação diabólica e afinal, a intervenção divina, que leva esse navio a seu destino. O poema foi recolhido por Almeida Garrett e incluído no Romanceiro.
Personagens Principais:

Lá vem a Nau Catrineta,
que tem muito que contar!
Ouvide, agora, senhores,
Uma história de pasmar.
Passava mais de ano e dia,
que iam na volta do mar.
Existe também uma versão brasileira musicada por Antônio José Madureira, com base numa recriação literária efectuada por Ariano Suassuna como o nome de "Romance da Nau Catarineta".